# Liste des ministres belges de la Défense
Cette page donne la liste des anciens ministres de la Défense de Belgique, depuis la déclaration d'indépendance. Ils ont porté le titre de ministre de la Guerre de 1831 à 1919, de ministre de la Défense nationale de 1919 à 1988 et enfin de ministre de la Défense depuis 1988.
Depuis le 3 février 2025, le ministre de la Défense et du Commerce extérieur est Theo Francken, au sein du gouvernement de Bart De Wever.

## Liste
| Titulaire | Titulaire                | Titulaire                                                     | Titulaire                                   | Parti                           | Mandat                                                           | Gouvernement                                                              | Portefeuille ministériel | Souverain                            |
| --------- | ------------------------ | ------------------------------------------------------------- | ------------------------------------------- | ------------------------------- | ---------------------------------------------------------------- | ------------------------------------------------------------------------- | --- | ------------------------------------ |
| 1         |                          |                                                               | Albert Goblet d'Alviella (1790-1873)        | Libéral                         | 26 février 1831 – 23 mars 1831 (25 jours)                        | de Gerlache                                                               | Ministre de la guerre | Surlet de Chokier (1831) Régence     |
| 2         |                          |                                                               | Constantin d'Hane-Steenhuyse (1790-1850)    | Libéral                         | 28 mars 1831 – 18 mai 1831 (1 mois et 20 jours)                  | Lebeau I                                                                  | Ministre de la guerre | Surlet de Chokier (1831) Régence     |
| 3         |                          |                                                               | Amédée de Failly (1789-1853)                | Sans étiquette                  | 18 mai 1831 – 5 août 1831 (2 mois et 18 jours)                   | Lebeau I                                                                  | Ministre de la guerre | Surlet de Chokier (1831) Régence     |
| 3         | de Muelenaere            | Léopold Ier (1831-1865)                                       | Amédée de Failly (1789-1853)                | Sans étiquette                  | 18 mai 1831 – 5 août 1831 (2 mois et 18 jours)                   |                                                                           | Ministre de la guerre |                                      |
| (2)       | de Muelenaere            | Léopold Ier (1831-1865)                                       |                                             |                                 | Constantin d'Hane-Steenhuyse (1790-1850)                         | Libéral                                                                   | 5 août 1831 – 16 août 1831 (11 jours) | Ministre de la guerre                |
| 4         | de Muelenaere            | Léopold Ier (1831-1865)                                       |                                             |                                 | Charles de Brouckère (1796-1860)                                 | Libéral                                                                   | 16 août 1831 – 15 mars 1832 (6 mois et 28 jours) | Ministre de la guerre                |
| 5         | de Muelenaere            | Léopold Ier (1831-1865)                                       |                                             |                                 | Félix de Mérode (1791-1857)                                      | Sans étiquette                                                            | 15 mars 1832 – 20 mai 1832 (2 mois et 5 jours) | Ministre de la guerre                |
| 6         | de Muelenaere            | Léopold Ier (1831-1865)                                       |                                             |                                 | Louis Évain (1775-1852)                                          | Sans étiquette                                                            | 20 mai 1832 – 19 août 1936 (4 ans, 2 mois et 30 jours)                                                                                                | Ministre de la guerre                |
| 6         | Goblet                   | Léopold Ier (1831-1865)                                       |                                             |                                 | Louis Évain (1775-1852)                                          | Sans étiquette                                                            | 20 mai 1832 – 19 août 1936 (4 ans, 2 mois et 30 jours)                                                                                                | Ministre de la guerre                |
| 6         | de Theux I               | Léopold Ier (1831-1865)                                       |                                             |                                 | Louis Évain (1775-1852)                                          | Sans étiquette                                                            | 20 mai 1832 – 19 août 1936 (4 ans, 2 mois et 30 jours)                                                                                                | Ministre de la guerre                |
| 7         |                          | Léopold Ier (1831-1865)                                       |                                             | Jean-Pierre Willmar (1790-1858) | Libéral                                                          | 19 août 1836 – 18 avril 1840 (3 ans, 7 mois et 30 jours)                  | Ministre de la guerre |                                      |
| 8         |                          | Léopold Ier (1831-1865)                                       |                                             | Gérard Buzen (1784-1842)        | Sans étiquette                                                   | 18 avril 1840 - 6 février 1842 (1 an, 9 mois et 19 jours)                 | Lebeau II | Ministre de la guerre                |
| 8         | Nothomb                  | Léopold Ier (1831-1865)                                       |                                             | Gérard Buzen (1784-1842)        | Sans étiquette                                                   | 18 avril 1840 - 6 février 1842 (1 an, 9 mois et 19 jours)                 | | Ministre de la guerre                |
| 9         |                          | Léopold Ier (1831-1865)                                       |                                             | Henri de Liem (1792-1875)       | Libéral                                                          | 6 février 1842 - 16 avril 1843 (1 an, 2 mois et 10 jours)                 | Ministre de la guerre |                                      |
| 10        |                          | Léopold Ier (1831-1865)                                       |                                             | Pierre Dupont (1795-1878)       | Sans étiquette                                                   | 16 avril 1843 - 31 mars 1846 (2 ans, 11 mois et 15 jours)                 | Ministre de la guerre |                                      |
| 10        | Van de Weyer             | Léopold Ier (1831-1865)                                       |                                             | Pierre Dupont (1795-1878)       | Sans étiquette                                                   | 16 avril 1843 - 31 mars 1846 (2 ans, 11 mois et 15 jours)                 | |                                      |
| 11        |                          | Léopold Ier (1831-1865)                                       |                                             | Albert Prisse (1788-1856)       | Catholique                                                       | 31 mars 1846 - 12 août 1847 (1 an, 4 mois et 12 jours)                    | de Theux II | Ministre de la guerre                |
| 12        |                          | Léopold Ier (1831-1865)                                       |                                             | Félix Chazal (1808-1892)        | Parti libéral                                                    | 12 août 1847 - 12 août 1850 (3 ans)                                       | Rogier I | Ministre de la guerre                |
| 13        |                          | Léopold Ier (1831-1865)                                       |                                             | Mathieu Brialmont (1789-1885)   | Sans étiquette                                                   | 12 août 1850 - 13 juin 1851 (10 mois et 1 jour)                           | Rogier I | Ministre de la guerre                |
| 14        |                          | Léopold Ier (1831-1865)                                       |                                             | Victor Anoul (1792-1862)        | Parti libéral                                                    | 13 juin 1851 - 30 mars 1855 (3 ans, 9 mois et 17 jours)                   | Rogier I | Ministre de la guerre                |
| 14        | De Brouckère             | Léopold Ier (1831-1865)                                       |                                             | Victor Anoul (1792-1862)        | Parti libéral                                                    | 13 juin 1851 - 30 mars 1855 (3 ans, 9 mois et 17 jours)                   | | Ministre de la guerre                |
| 15        |                          | Léopold Ier (1831-1865)                                       |                                             | Léonard Greindl (1798-1875)     | Sans étiquette                                                   | 30 mars 1855 - 9 novembre 1857 (2 ans, 7 mois et 10 jours)                | De Decker | Ministre de la guerre                |
| 16        |                          | Léopold Ier (1831-1865)                                       |                                             | Édouard Berten (1806-1887)      | Parti libéral                                                    | 9 novembre 1857 - 6 avril 1859 (1 an, 4 mois et 28 jours)                 | Rogier II | Ministre de la guerre                |
| (12)      |                          | Léopold Ier (1831-1865)                                       |                                             | Félix Chazal (1808-1892)        | Parti libéral                                                    | 6 avril 1859 - 13 décembre 1866 (7 ans, 8 mois et 7 jours)                | Rogier II | Ministre de la guerre                |
| (12)      | Léopold II (1865-1909)   |                                                               |                                             | Félix Chazal (1808-1892)        | Parti libéral                                                    | 6 avril 1859 - 13 décembre 1866 (7 ans, 8 mois et 7 jours)                | Rogier II | Ministre de la guerre                |
| 17        |                          |                                                               | Auguste Goethals (1812-1888)                | Parti libéral                   | 13 décembre 1866 - 3 janvier 1868 (1 an et 21 jours)             |                                                                           | Rogier II |                                      |
| 18        |                          |                                                               | Bruno Renard (1804-1879)                    | Sans étiquette                  | 3 janvier 1868 - 2 juillet 1870 (2 ans, 5 mois et 29 jours)      | Frère-Orban I                                                             | Ministre de la guerre |                                      |
| 19        |                          |                                                               | Henri Guillaume (1812-1877)                 | Sans étiquette                  | 2 juillet 1870 - 25 mars 1873 (2 ans, 8 mois et 23 jours)        | d'Anethan                                                                 | Ministre de la guerre |                                      |
| 19        | Malou I                  |                                                               | Henri Guillaume (1812-1877)                 | Sans étiquette                  | 2 juillet 1870 - 25 mars 1873 (2 ans, 8 mois et 23 jours)        |                                                                           | Ministre de la guerre |                                      |
| 20        |                          |                                                               | Séraphin Thiebault (1811-1879)              | Sans étiquette                  | 25 mars 1873 - 18 juin 1878 (5 ans, 2 mois et 24 jours)          | Ministre de la guerre                                                     | |                                      |
| (18)      |                          |                                                               | Bruno Renard (1804-1879)                    | Sans étiquette                  | 18 juin 1878 - 8 septembre 1879 (1 an, 2 mois et 21 jours)       | Frère-Orban II                                                            | Ministre de la guerre |                                      |
| 21        |                          |                                                               | Jean-Baptiste Liagre (1815-1891)            | Sans étiquette                  | 8 septembre 1879 - 6 novembre 1880 (1 an, 1 mois et 29 jours)    | Frère-Orban II                                                            | Ministre de la guerre |                                      |
| 22        |                          |                                                               | Guillaume Gratry (1822-1885)                | Sans étiquette                  | 6 novembre 1880- 16 juin 1884 (3 ans, 7 mois et 10 jours)        | Frère-Orban II                                                            | Ministre de la guerre |                                      |
| 23        |                          |                                                               | Charles Pontus (1829-1907)                  | Sans étiquette                  | 16 juin 1884 - 4 mai 1893 (8 ans, 10 mois et 18 jours)           | Malou II                                                                  | Ministre de la guerre |                                      |
| 23        | Beernaert                |                                                               | Charles Pontus (1829-1907)                  | Sans étiquette                  | 16 juin 1884 - 4 mai 1893 (8 ans, 10 mois et 18 jours)           |                                                                           | Ministre de la guerre |                                      |
| 24        |                          |                                                               | Jacques-Joseph Brassine (1830-1899)         | Sans étiquette                  | 4 mai 1893 - 11 novembre 1896 (3 ans, 6 mois et 7 jours)         | Ministre de la guerre                                                     | |                                      |
| 24        | de Burlet                |                                                               | Jacques-Joseph Brassine (1830-1899)         | Sans étiquette                  | 4 mai 1893 - 11 novembre 1896 (3 ans, 6 mois et 7 jours)         | Ministre de la guerre                                                     | |                                      |
| 24        | de Smet de Naeyer I      |                                                               | Jacques-Joseph Brassine (1830-1899)         | Sans étiquette                  | 4 mai 1893 - 11 novembre 1896 (3 ans, 6 mois et 7 jours)         | Ministre de la guerre                                                     | |                                      |
| 25        |                          |                                                               | Jules Vandenpeereboom (1843-1917)           | Parti catholique                | 11 novembre 1896 - 5 août 1899 (2 ans, 8 mois et 25 jours)       | Ministre des chemins de fer, des postes et du télégraphe, et de la guerre | |                                      |
| 25        | Vandenpeereboom          |                                                               | Jules Vandenpeereboom (1843-1917)           | Parti catholique                | 11 novembre 1896 - 5 août 1899 (2 ans, 8 mois et 25 jours)       | Ministre des chemins de fer, des postes et du télégraphe, et de la guerre | |                                      |
| 26        |                          |                                                               | Alexandre Cousebandt d'Alkemade (1840-1922) | Sans étiquette                  | 5 août 1899 - 1er mai 1907 (7 ans, 8 mois et 26 jours)           | de Smet de Naeyer II                                                      | Ministre de la guerre |                                      |
| 27        |                          |                                                               | Joseph Hellebaut (1842-1924)                | Sans étiquette                  | 1er mai 1907 - 23 février 1912 (4 ans, 9 mois et 22 jours)       | de Trooz                                                                  | Ministre de la guerre |                                      |
| 27        | Schollaert               |                                                               | Joseph Hellebaut (1842-1924)                | Sans étiquette                  | 1er mai 1907 - 23 février 1912 (4 ans, 9 mois et 22 jours)       |                                                                           | Ministre de la guerre |                                      |
| 27        | Albert Ier (1909-1934)   |                                                               | Joseph Hellebaut (1842-1924)                | Sans étiquette                  | 1er mai 1907 - 23 février 1912 (4 ans, 9 mois et 22 jours)       |                                                                           | Ministre de la guerre |                                      |
| 27        | de Broqueville I         |                                                               | Joseph Hellebaut (1842-1924)                | Sans étiquette                  | 1er mai 1907 - 23 février 1912 (4 ans, 9 mois et 22 jours)       |                                                                           | Ministre de la guerre |                                      |
|           |                          |                                                               | Victor Léonard Michel (1851-1914)           | Sans étiquette                  | 3 avril 1912 - 11 novembre 1912                                  | Ministre de la guerre                                                     | |                                      |
| 28        |                          |                                                               | Charles de Broqueville (1860-1940)          | Parti catholique                | 12 novembre 1912 - 4 août 1917                                   | Ministre de la guerre                                                     | |                                      |
| 29        |                          |                                                               | Armand De Ceuninck (1858-1935)              | Sans étiquette                  | 4 août 1917 - 21 novembre 1918 (1 an, 3 mois et 17 jours)        | Ministre de la guerre                                                     | |                                      |
| 29        | Cooreman                 |                                                               | Armand De Ceuninck (1858-1935)              | Sans étiquette                  | 4 août 1917 - 21 novembre 1918 (1 an, 3 mois et 17 jours)        | Ministre de la guerre                                                     | |                                      |
| 30        |                          |                                                               | Fulgence Masson (1854-1942)                 | Parti libéral                   | 21 novembre 1918 - 4 février 1920 (1 an, 2 mois et 14 jours)     | Delacroix I                                                               | Ministre de la guerre |                                      |
| 30        | Delacroix II             | Ministre de la défense nationale                              | Fulgence Masson (1854-1942)                 | Parti libéral                   | 21 novembre 1918 - 4 février 1920 (1 an, 2 mois et 14 jours)     |                                                                           | |                                      |
| 31        | Delacroix II             |                                                               |                                             | Paul-Émile Janson (1872-1944)   | Parti libéral                                                    | 4 février 1920 - 20 novembre 1920 (9 mois et 16 jours)                    | Ministre de la défense nationale |                                      |
| 32        |                          |                                                               | Albert Devèze (1881-1959)                   | Parti libéral                   | 20 novembre 1920 - 6 août 1923 (2 ans, 8 mois et 17 jours)       | Carton de Wiart                                                           | Ministre de la défense nationale |                                      |
| 32        | Theunis I                |                                                               | Albert Devèze (1881-1959)                   | Parti libéral                   | 20 novembre 1920 - 6 août 1923 (2 ans, 8 mois et 17 jours)       |                                                                           | Ministre de la défense nationale |                                      |
| 33        |                          |                                                               | Pierre Forthomme (1877-1959)                | Parti libéral                   | 6 août 1923 - 13 mai 1925 (1 an, 9 mois et 7 jours)              | Ministre de la défense nationale                                          | |                                      |
| 34        |                          |                                                               | Albert Hellebaut (1868-1951)                | Sans étiquette                  | 13 mai 1925 - 17 juin 1925 (1 mois et 4 jours)                   | Vande Vyvere                                                              | Ministre de la défense nationale |                                      |
| 35        |                          |                                                               | Prosper Kestens (1867-1945)                 | Parti libéral                   | 17 juin 1925 - 20 mai 1926 (11 mois et 3 jours)                  | Poullet                                                                   | Ministre de la défense nationale |                                      |
| (28)      |                          |                                                               | Charles de Broqueville (1860-1940)          | Parti catholique                | 20 mai 1926 - 15 juin 1931 (5 ans et 26 jours)                   | Jaspar I                                                                  | Ministre de la défense nationale |                                      |
| (28)      | Jaspar II                |                                                               | Charles de Broqueville (1860-1940)          | Parti catholique                | 20 mai 1926 - 15 juin 1931 (5 ans et 26 jours)                   |                                                                           | Ministre de la défense nationale |                                      |
| 36        |                          |                                                               | Léon Dens (1869-1940)                       | Parti libéral                   | 15 juin 1931 - 23 mai 1932 (11 mois et 8 jours)                  | Renkin                                                                    | Ministre de la défense nationale |                                      |
| 37        |                          |                                                               | Paul Crokaert (1875-1955)                   | Parti catholique                | 23 mai 1932 - 22 octobre 1932 (4 mois et 29 jours)               | Renkin                                                                    | Ministre de la défense nationale |                                      |
| 38        |                          |                                                               | Georges Theunis (1873-1966)                 | Parti catholique                | 22 octobre 1932 - 17 décembre 1932 (1 mois et 25 jours)          | de Broqueville III                                                        | Ministre de la défense nationale |                                      |
| (32)      |                          |                                                               | Albert Devèze (1881-1959)                   | Parti libéral                   | 17 décembre 1932 - 13 juin 1936 (3 ans, 5 mois et 27 jours)      | de Broqueville III                                                        | Ministre de la défense nationale |                                      |
| (32)      | Léopold III (1934-1951)  |                                                               | Albert Devèze (1881-1959)                   | Parti libéral                   | 17 décembre 1932 - 13 juin 1936 (3 ans, 5 mois et 27 jours)      | de Broqueville III                                                        | Ministre de la défense nationale |                                      |
| (32)      | Theunis II               |                                                               | Albert Devèze (1881-1959)                   | Parti libéral                   | 17 décembre 1932 - 13 juin 1936 (3 ans, 5 mois et 27 jours)      |                                                                           | Ministre de la défense nationale |                                      |
| (32)      | Van Zeeland I            |                                                               | Albert Devèze (1881-1959)                   | Parti libéral                   | 17 décembre 1932 - 13 juin 1936 (3 ans, 5 mois et 27 jours)      |                                                                           | Ministre de la défense nationale |                                      |
| 39        |                          |                                                               | Henri J. Denis (1877-1957)                  | Sans étiquette                  | 13 juin 1936 - 31 octobre 1940 (4 ans, 4 mois et 18 jours)       | Van Zeeland II                                                            | Ministre de la défense nationale |                                      |
| 39        | Janson                   |                                                               | Henri J. Denis (1877-1957)                  | Sans étiquette                  | 13 juin 1936 - 31 octobre 1940 (4 ans, 4 mois et 18 jours)       |                                                                           | Ministre de la défense nationale |                                      |
| 39        | Spaak I                  |                                                               | Henri J. Denis (1877-1957)                  | Sans étiquette                  | 13 juin 1936 - 31 octobre 1940 (4 ans, 4 mois et 18 jours)       |                                                                           | Ministre de la défense nationale |                                      |
| 39        | Pierlot I                |                                                               | Henri J. Denis (1877-1957)                  | Sans étiquette                  | 13 juin 1936 - 31 octobre 1940 (4 ans, 4 mois et 18 jours)       |                                                                           | Ministre de la défense nationale |                                      |
| 39        | Pierlot II               |                                                               | Henri J. Denis (1877-1957)                  | Sans étiquette                  | 13 juin 1936 - 31 octobre 1940 (4 ans, 4 mois et 18 jours)       |                                                                           | Ministre de la défense nationale |                                      |
| 39        | Pierlot III              |                                                               | Henri J. Denis (1877-1957)                  | Sans étiquette                  | 13 juin 1936 - 31 octobre 1940 (4 ans, 4 mois et 18 jours)       |                                                                           | Ministre de la défense nationale |                                      |
| 39        | Pierlot IV               |                                                               | Henri J. Denis (1877-1957)                  | Sans étiquette                  | 13 juin 1936 - 31 octobre 1940 (4 ans, 4 mois et 18 jours)       |                                                                           | Ministre de la défense nationale |                                      |
| 40        |                          |                                                               | Hubert Pierlot (1883-1963)                  | Parti catholique                | 31 octobre 1940 - 27 septembre 1944 (3 ans, 10 mois et 27 jours) | Premier ministre                                                          | |                                      |
| 41        |                          |                                                               | Fernand Demets (1884-1952)                  | Parti libéral                   | 27 septembre 1944 - 12 février 1945 (4 mois et 16 jours)         | Pierlot V                                                                 | Ministre de la défense nationale | Prince Charles (Régence) (1944-1950) |
| 41        | Pierlot VI               |                                                               | Fernand Demets (1884-1952)                  | Parti libéral                   | 27 septembre 1944 - 12 février 1945 (4 mois et 16 jours)         |                                                                           | Ministre de la défense nationale | Prince Charles (Régence) (1944-1950) |
| 42        |                          |                                                               | Léon Mundeleer (1885-1964)                  | Parti libéral                   | 12 février 1945 - 13 mars 1946 (1 an, 1 mois et 1 jour)          | Van Acker I                                                               | Ministre de la défense nationale | Prince Charles (Régence) (1944-1950) |
| 42        | Van Acker II             |                                                               | Léon Mundeleer (1885-1964)                  | Parti libéral                   | 12 février 1945 - 13 mars 1946 (1 an, 1 mois et 1 jour)          |                                                                           | Ministre de la défense nationale | Prince Charles (Régence) (1944-1950) |
| 43        |                          |                                                               | Raoul de Fraiteur (1895-1984)               | Sans étiquette                  | 13 mars 1946 - 11 août 1949 (3 ans, 4 mois et 29 jours)          | Spaak II                                                                  | Ministre de la défense nationale | Prince Charles (Régence) (1944-1950) |
| 43        | Van Acker III            |                                                               | Raoul de Fraiteur (1895-1984)               | Sans étiquette                  | 13 mars 1946 - 11 août 1949 (3 ans, 4 mois et 29 jours)          |                                                                           | Ministre de la défense nationale | Prince Charles (Régence) (1944-1950) |
| 43        | Huysmans                 |                                                               | Raoul de Fraiteur (1895-1984)               | Sans étiquette                  | 13 mars 1946 - 11 août 1949 (3 ans, 4 mois et 29 jours)          |                                                                           | Ministre de la défense nationale | Prince Charles (Régence) (1944-1950) |
| 43        | Spaak III                |                                                               | Raoul de Fraiteur (1895-1984)               | Sans étiquette                  | 13 mars 1946 - 11 août 1949 (3 ans, 4 mois et 29 jours)          |                                                                           | Ministre de la défense nationale | Prince Charles (Régence) (1944-1950) |
| 43        | Spaak IV                 |                                                               | Raoul de Fraiteur (1895-1984)               | Sans étiquette                  | 13 mars 1946 - 11 août 1949 (3 ans, 4 mois et 29 jours)          |                                                                           | Ministre de la défense nationale | Prince Charles (Régence) (1944-1950) |
| (32)      |                          |                                                               | Albert Devèze (1881-1959)                   | Parti libéral                   | 11 août 1949 - 8 juin 1950 (9 mois et 28 jours)                  | G. Eyskens I                                                              | Ministre de la défense nationale | Prince Charles (Régence) (1944-1950) |
| 44        |                          |                                                               | Henri Moreau de Melen (1902-1992)           | PSC-CVP                         | 8 juin 1950 - 16 août 1950 (2 mois et 8 jours)                   | Duvieusart                                                                | Ministre de la défense nationale | Prince Charles (Régence) (1944-1950) |
| 44        | Léopold III (1934-1951)  |                                                               | Henri Moreau de Melen (1902-1992)           | PSC-CVP                         | 8 juin 1950 - 16 août 1950 (2 mois et 8 jours)                   | Duvieusart                                                                | Ministre de la défense nationale |                                      |
| 45        |                          |                                                               | Etienne Eugène De Greef (1900-1995)         | Sans étiquette                  | 16 août 1950 - 23 avril 1954 (3 ans, 8 mois et 7 jours)          | Pholien                                                                   | Ministre de la défense nationale |                                      |
| 45        | Baudouin (1951-1993)     |                                                               | Etienne Eugène De Greef (1900-1995)         | Sans étiquette                  | 16 août 1950 - 23 avril 1954 (3 ans, 8 mois et 7 jours)          | Pholien                                                                   | Ministre de la défense nationale |                                      |
| 45        | Van Houtte               |                                                               | Etienne Eugène De Greef (1900-1995)         | Sans étiquette                  | 16 août 1950 - 23 avril 1954 (3 ans, 8 mois et 7 jours)          |                                                                           | Ministre de la défense nationale |                                      |
| 46        |                          |                                                               | Antoon Spinoy (1906-1967)                   | PSB-BSP                         | 23 avril 1954 - 26 juin 1958 (4 ans, 2 mois et 3 jours)          | Van Acker IV                                                              | Ministre de la défense nationale |                                      |
| 47        |                          |                                                               | Arthur Gilson (1915-2004)                   | PSC-CVP                         | 26 juin 1958 - 25 avril 1961 (2 ans, 9 mois et 30 jours)         | G. Eyskens II                                                             | Ministre de la défense nationale |                                      |
| 47        | G. Eyskens III           |                                                               | Arthur Gilson (1915-2004)                   | PSC-CVP                         | 26 juin 1958 - 25 avril 1961 (2 ans, 9 mois et 30 jours)         |                                                                           | Ministre de la défense nationale |                                      |
| 47        | G. Eyskens III (remanié) |                                                               | Arthur Gilson (1915-2004)                   | PSC-CVP                         | 26 juin 1958 - 25 avril 1961 (2 ans, 9 mois et 30 jours)         |                                                                           | Ministre de la défense nationale |                                      |
| 48        |                          |                                                               | Paul-Willem Segers (1900-1983)              | PSC-CVP                         | 25 avril 1961 - 28 juillet 1965 (4 ans, 3 mois et 3 jours)       | Lefèvre                                                                   | Ministre de la défense nationale |                                      |
| 49        |                          |                                                               | Ludovic Moyersoen (1904-1992)               | PSC-CVP                         | 28 juillet 1965 - 19 mars 1966 (7 mois et 19 jours)              | Harmel                                                                    | Ministre de la défense nationale |                                      |
| 50        |                          |                                                               | Charles Poswick (1924-1994)                 | PLP-PVV                         | 19 mars 1966 - 17 juin 1968 (2 ans, 2 mois et 29 jours)          | Vanden Boeynants I                                                        | Ministre de la défense nationale |                                      |
| (48)      |                          |                                                               | Paul-Willem Segers (1900-1983)              | CVP                             | 17 juin 1968 - 20 janvier 1972 (3 ans, 7 mois et 3 jours)        | G. Eyskens IV                                                             | Ministre de la défense nationale |                                      |
| 51        |                          |                                                               | Paul Vanden Boeynants (1919-2001)           | PSC                             | 20 janvier 1972 - 15 octobre 1979 (7 ans, 8 mois et 25 jours)    | G. Eyskens V                                                              | Ministre de la défense nationale |                                      |
| 51        | Leburton I               |                                                               | Paul Vanden Boeynants (1919-2001)           | PSC                             | 20 janvier 1972 - 15 octobre 1979 (7 ans, 8 mois et 25 jours)    |                                                                           | Ministre de la défense nationale |                                      |
| 51        | Leburton II              |                                                               | Paul Vanden Boeynants (1919-2001)           | PSC                             | 20 janvier 1972 - 15 octobre 1979 (7 ans, 8 mois et 25 jours)    |                                                                           | Ministre de la défense nationale |                                      |
| 51        | Tindemans I              | Ministre de la défense nationale et des affaires bruxelloises | Paul Vanden Boeynants (1919-2001)           | PSC                             | 20 janvier 1972 - 15 octobre 1979 (7 ans, 8 mois et 25 jours)    |                                                                           | |                                      |
| 51        | Tindemans II             | Ministre de la défense nationale et des affaires bruxelloises | Paul Vanden Boeynants (1919-2001)           | PSC                             | 20 janvier 1972 - 15 octobre 1979 (7 ans, 8 mois et 25 jours)    |                                                                           | |                                      |
| 51        | Tindemans III            | Ministre de la défense nationale et des affaires bruxelloises | Paul Vanden Boeynants (1919-2001)           | PSC                             | 20 janvier 1972 - 15 octobre 1979 (7 ans, 8 mois et 25 jours)    |                                                                           | |                                      |
| 51        | Tindemans IV             | Vice-premier ministre, ministre de la défense nationale       | Paul Vanden Boeynants (1919-2001)           | PSC                             | 20 janvier 1972 - 15 octobre 1979 (7 ans, 8 mois et 25 jours)    |                                                                           | |                                      |
| 51        | Vanden Boeynants II      | Premier ministre, ministre de la défense nationale            | Paul Vanden Boeynants (1919-2001)           | PSC                             | 20 janvier 1972 - 15 octobre 1979 (7 ans, 8 mois et 25 jours)    |                                                                           | |                                      |
| 51        | Martens I                | Vice-premier ministre, ministre de la défense nationale       | Paul Vanden Boeynants (1919-2001)           | PSC                             | 20 janvier 1972 - 15 octobre 1979 (7 ans, 8 mois et 25 jours)    |                                                                           | |                                      |
| 52        | Martens I                |                                                               |                                             | José Desmarets (1925-2019)      | PSC                                                              | 15 octobre 1979 - 18 mai 1980 (7 mois et 3 jours)                         | Vice-premier ministre, ministre de la défense nationale                                                                                               |                                      |
| 52        | Martens II               |                                                               |                                             | José Desmarets (1925-2019)      | PSC                                                              | 15 octobre 1979 - 18 mai 1980 (7 mois et 3 jours)                         | Vice-premier ministre, ministre de la défense nationale                                                                                               |                                      |
| (50)      |                          |                                                               | Charles Poswick (1924-1994)                 | PRL                             | 18 mai 1980 - 22 octobre 1980 (5 mois et 4 jours)                | Martens III                                                               | Ministre de la défense nationale |                                      |
| 53        |                          |                                                               | Frank Swaelen (1930-2007)                   | CVP                             | 22 octobre 1980 - 17 décembre 1981 (1 an, 1 mois et 25 jours)    | Martens IV                                                                | Ministre de la défense nationale |                                      |
| 53        | M. Eyskens               |                                                               | Frank Swaelen (1930-2007)                   | CVP                             | 22 octobre 1980 - 17 décembre 1981 (1 an, 1 mois et 25 jours)    |                                                                           | Ministre de la défense nationale |                                      |
| 54        |                          |                                                               | Alfred Vreven (1937-2000)                   | PVV                             | 17 décembre 1981 - 28 novembre 1985 (3 ans, 11 mois et 11 jours) | Martens V                                                                 | Ministre de la défense nationale |                                      |
| 55        |                          |                                                               | François-Xavier de Donnea (1941- )          | PRL                             | 28 novembre 1985 - 9 mai 1988 (2 ans, 5 mois et 11 jours)        | Martens VI                                                                | Ministre de la défense nationale et de la Région bruxelloise                                                                                          |                                      |
| 55        | Martens VII              |                                                               | François-Xavier de Donnea (1941- )          | PRL                             | 28 novembre 1985 - 9 mai 1988 (2 ans, 5 mois et 11 jours)        |                                                                           | Ministre de la défense nationale et de la Région bruxelloise                                                                                          |                                      |
| 56        |                          |                                                               | Guy Coëme (1946- )                          | PS                              | 9 mai 1988 - 7 mars 1992 (3 ans, 9 mois et 27 jours)             | Martens VIII                                                              | Ministre de la défense nationale |                                      |
| 56        | Martens IX               |                                                               | Guy Coëme (1946- )                          | PS                              | 9 mai 1988 - 7 mars 1992 (3 ans, 9 mois et 27 jours)             |                                                                           | Ministre de la défense nationale |                                      |
| 57        |                          |                                                               | Leo Delcroix (1949- )                       | CVP                             | 7 mars 1992 - 8 décembre 1994 (2 ans, 9 mois et 1 jour)          | Dehaene I                                                                 | Ministre de la défense |                                      |
| 57        | Albert II (1993-2013)    |                                                               | Leo Delcroix (1949- )                       | CVP                             | 7 mars 1992 - 8 décembre 1994 (2 ans, 9 mois et 1 jour)          | Dehaene I                                                                 | Ministre de la défense |                                      |
| 58        |                          |                                                               | Karel Pinxten (1952- )                      | CVP                             | 8 décembre 1994 - 23 juin 1995 (6 mois et 15 jours)              | Dehaene I                                                                 | Ministre de la défense |                                      |
| 59        |                          |                                                               | Melchior Wathelet (1949- )                  | PSC                             | 23 juin 1995 - 3 septembre 1995 (2 mois et 11 jours)             | Dehaene II                                                                | Vice-premier ministre, ministre de la défense |                                      |
| 60        |                          |                                                               | Jean-Pol Poncelet (1950- )                  | PSC                             | 3 septembre 1995 - 12 juillet 1999 (3 ans, 10 mois et 9 jours)   | Dehaene II                                                                | Ministre de la défense |                                      |
| 61        |                          |                                                               | André Flahaut (1955- )                      | PS                              | 12 juillet 1999 - 21 décembre 2007 (8 ans, 5 mois et 9 jours)    | Verhofstadt I                                                             | Ministre de la défense |                                      |
| 61        | Verhofstadt II           |                                                               | André Flahaut (1955- )                      | PS                              | 12 juillet 1999 - 21 décembre 2007 (8 ans, 5 mois et 9 jours)    |                                                                           | Ministre de la défense |                                      |
| 62        |                          |                                                               | Pieter De Crem (1962- )                     | CD&V                            | 21 décembre 2007 - 11 octobre 2014 (6 ans, 9 mois et 20 jours)   | Verhofstadt III                                                           | Ministre de la défense |                                      |
| 62        | Leterme I                |                                                               | Pieter De Crem (1962- )                     | CD&V                            | 21 décembre 2007 - 11 octobre 2014 (6 ans, 9 mois et 20 jours)   |                                                                           | Ministre de la défense |                                      |
| 62        | Van Rompuy               |                                                               | Pieter De Crem (1962- )                     | CD&V                            | 21 décembre 2007 - 11 octobre 2014 (6 ans, 9 mois et 20 jours)   |                                                                           | Ministre de la défense |                                      |
| 62        | Leterme II               |                                                               | Pieter De Crem (1962- )                     | CD&V                            | 21 décembre 2007 - 11 octobre 2014 (6 ans, 9 mois et 20 jours)   |                                                                           | Ministre de la défense |                                      |
| 62        | Di Rupo                  |                                                               | Pieter De Crem (1962- )                     | CD&V                            | 21 décembre 2007 - 11 octobre 2014 (6 ans, 9 mois et 20 jours)   |                                                                           | Ministre de la défense |                                      |
| 62        | Philippe (2013- )        |                                                               | Pieter De Crem (1962- )                     | CD&V                            | 21 décembre 2007 - 11 octobre 2014 (6 ans, 9 mois et 20 jours)   |                                                                           | Ministre de la défense |                                      |
| 63        |                          |                                                               | Steven Vandeput (1967- )                    | N-VA                            | 11 octobre 2014 - 12 novembre 2018 (4 ans, 1 mois et 1 jour)     | Michel I                                                                  | Ministre de la défense, chargé de la fonction publique                                                                                                |                                      |
| 64        |                          |                                                               | Sander Loones (1979- )                      | N-VA                            | 12 novembre 2018 - 9 décembre 2018 (27 jours)                    | Michel I                                                                  | Ministre de la défense, chargé de la fonction publique                                                                                                |                                      |
| 65        |                          |                                                               | Didier Reynders (1958- )                    | MR                              | 9 décembre 2018 - 30 novembre 2019 (11 mois et 21 jours)         | Michel II                                                                 | Vice-premier ministre, ministre des affaires étrangères et européennes, et de la défense, chargé de Beliris et des institutions culturelles fédérales |                                      |
| 65        | Wilmès I                 |                                                               | Didier Reynders (1958- )                    | MR                              | 9 décembre 2018 - 30 novembre 2019 (11 mois et 21 jours)         |                                                                           | Vice-premier ministre, ministre des affaires étrangères et européennes, et de la défense, chargé de Beliris et des institutions culturelles fédérales |                                      |
| 66        |                          |                                                               | Philippe Goffin (1967- )                    | MR                              | 30 novembre 2019 - 1er octobre 2020 (10 mois et 1 jour)          | Ministre des affaires étrangères et de la défense                         | |                                      |
| 66        | Wilmès II                |                                                               | Philippe Goffin (1967- )                    | MR                              | 30 novembre 2019 - 1er octobre 2020 (10 mois et 1 jour)          | Ministre des affaires étrangères et de la défense                         | |                                      |
| 67        |                          |                                                               | Ludivine Dedonder (1977- )                  | PS                              | 1er octobre 2020 - 3 février 2025 (4 ans, 4 mois et 2 jours)     | De Croo                                                                   | Ministre de la défense |                                      |
| 68        |                          |                                                               | Theo Francken (1978- )                      | N-VA                            | 3 février 2025 - En fonction (1 mois et 12 jours)                | De Wever                                                                  | Ministre de la Défense, chargé du Commerce extérieur                                                                                                  |                                      |